# Aganone
Aganone (... – Bergamo, dopo l'863) è stato un vescovo italiano.

## Biografia
Aganone è considerato uno dei vescovi più colti e stimati nominati come presuli dai Carolingi. Il suo nome tipicamente transalpino lo identifica dalle sicure origini franche e tra i primi presenti nella città orobica. 
Aganone era legato all'imperatore Lotario I che gli concesse dall'840 all'850, con un diploma, il pieno possedimento delle due chiese di San Vincenzo e Sant'Alessandro intitolate ai due santi cittadini.
Risulta la sua presenza il 18 giugno 840, nominato come Bergomensis episcopus alla dieta di Ingelheim con il vescovo di Brescia, Ramperto, e i vescovi di Magonza e di Treviri, che erano sempre a fianco dell'imperatore carolingio e che, dopo la morte di Ludovico il Pio, voleva restituire a Ebbone la sede arcivescovile di Reims.
Fu anche il primo di cui si conoscono rapporti amministrativi con i rappresentanti politici cittadini, anche grazie al suo uso della scrittura carolina, con la calligrafia quasi perfetta e unica in ambito locale, come il documento del 16 giugno 856, quando si citano scambi di terreni con «Roboaldo di Pressionico per ex comparacione (...) da Ridebertus ex genere Francorum», abitante «in vico Cambronias» per la donazione di proprietà con l'ex chiesa di Sant'Alessandro. Sono inoltre presenti atti con il conte Roctatio non solo per scambio di territori, ma anche come testimonianza del vescovo alla stesura di alcune scritture
L'imperatore Lotario I contrario all'elezione del papa Sergio II, inviò Aganone nell'844, con Ludovico II il Giovane, a Roma a chiederne spiegazione. 
Nell'860 fu tra i vescovi presenti nel concilio di Metz che concesse a Lotario II di Lotaringia il ripudio della moglie Teutberga autorizzandolo a sposare la concubina Gualdrada. Conseguente a questo fatto gli arcivescovi Teutgaudo di Treviri e Guntero o Guntario di Colonia si recarono a Roma a darne spiegazione a papa Niccolò I, che non aveva approvato la decisione del concilio chiamandolo Concilio prostituto. I prelati si presentarono al pontefice con un libellus poco riguardoso, di cui non si conserva l'originale, ma scritto proprio dal "versutus et cupidissimus Aganone, che per questo venne soprannominato Elihu come l'accusatore di Giobbe
Il papa respinse il documento e scomunicò i due ambasciatori e tutti i vescovi che votarono la sentenza, tra questi anche il vescovo di Bergamo, che forse qualche anno dopo ne ottenne il perdono.
Le sue presenze ai concili provinciali di Milano sono documentate fino all'863. Nel concilio dell'842 Aganone appoggiò il vescovo bresciano Ramperto per la fondazione del monastero dei Santi Faustino e Giovita di Brescia, mandando l'abate Maginardo quando l'abate Leutgario e il monaco Ildemaro furono richiamati a Milano. La corrispondenza tra i due vescovi pare invitare alla riforma spirituale e alla diffusione della cultura carolingia per mezzo di prelati di origini franche.
Il vescovo fu sepolto nell'ex chiesa di Sant'Alessandro in Colonna, dove fino al XVI secolo era leggibile la lastra tombale che indicava in un trentennio la durata del suo episcopato.